# Carlos Treviño
Carlos Alberto Treviño Luque (ur. 19 kwietnia 1993 w Monterrey) – meksykański piłkarz występujący na pozycji środkowego pomocnika.

## Kariera klubowa
Treviño jest wychowankiem akademii juniorskiej zespołu Club Atlas z siedzibą w Guadalajarze. Do pierwszej drużyny został włączony jako dziewiętnastolatek przez szkoleniowca Tomása Boya i pierwszy mecz rozegrał w niej w lipcu 2012 z Altamirą (1:1) w krajowym pucharze (Copa MX). W Liga MX zadebiutował natomiast 6 października tego samego roku w zremisowanym 1:1 spotkaniu z Cruz Azul. W jesiennym sezonie Apertura 2013 dotarł ze swoją ekipą do finału Copa MX, jednak pozostawał wówczas głębokim rezerwowym drużyny i nie rozegrał żadnego spotkania. Wobec iluzorycznych szans na grę w pierwszym składzie, w lipcu 2015 udał się na wypożyczenie do drugoligowego Club Necaxa z miasta Aguascalientes; tam jednak ani razu nie pojawił się na boisku w rozgrywkach ligowych, wobec czego już po upływie pół roku przeniósł się do innego drugoligowca – Venados FC z siedzibą w Méridzie. Tam również spędził na wypożyczeniu sześć miesięcy, lecz tym razem już w roli podstawowego pomocnika.
| Sezon     | Klub        | Kraj   | Rozgrywki  | Mecze | Bramki |
| --------- | ----------- | ------ | ---------- | ----- | ------ |
| 2012/2013 | Club Atlas  | Meksyk | Liga MX    | 1     | 0      |
| 2013/2014 | Club Atlas  | Meksyk | Liga MX    | 1     | 0      |
| 2014/2015 | Club Atlas  | Meksyk | Liga MX    | 5     | 0      |
| 2015/2016 | Club Necaxa | Meksyk | Ascenso MX | 0     | 0      |
| 2015/2016 | Venados FC  | Meksyk | Ascenso MX | 12    | 1      |
| 2016/2017 | Club Atlas  | Meksyk | Liga MX    |       |        |

## Kariera reprezentacyjna
W lutym 2013 Treviño został powołany przez szkoleniowca Sergio Almaguera do reprezentacji Meksyku U-20 na Mistrzostwa Ameryki Północnej U-20. Tam pozostawał jednak głębokim rezerwowym swojej drużyny, rozgrywając tylko jedno z pięciu możliwych spotkań (po wejściu z ławki), a jego kadra, pełniąca wówczas rolę gospodarzy, triumfowała ostatecznie w tych rozgrywkach, pokonując w finale po dogrywce USA (3:1). Trzy miesiące później wziął udział w prestiżowym towarzyskim Turnieju w Tulonie, gdzie z kolei wystąpił we wszystkich czterech meczach (w trzech z nich w wyjściowym składzie), a jego zespół zajął trzecie miejsce w grupie, nie awansując do fazy pucharowej. W czerwcu znalazł się w składzie na Mistrzostwa Świata U-20 w Turcji; tam na cztery możliwe spotkania zanotował jeden występ, natomiast Meksykanie odpadli z młodzieżowego mundialu w 1/8 finału, ulegając Hiszpanii (1:2).
W 2014 roku Treviño w barwach olimpijskiej reprezentacji Meksyku U-23 prowadzonej przez trenera Raúla Gutiérreza wziął udział w drugim z rzędu Turnieju w Tulonie. Podczas tych rozgrywek wystąpił w trzech spotkaniach (w dwóch w pierwszej jedenastce) i wpisał się na listę strzelców w konfrontacji z Chile (2:2), natomiast jego kadra ponownie zajęła trzecią lokatę w swojej grupie i nie zdołała zakwalifikować się do dalszych gier.